# لشکر ۳۰ زرهی (ایالات متحده آمریکا)
لشکر ۳۰ زرهی ایالات متحده آمریکا (انگلیسی: 30th Armored Division) لشکر زرهی نیروی زمینی ایالات متحده آمریکا بود، که در سال ۱۹۵۴ تأسیس شد و در سال ۱۹۷۳ منحل گردید.
در سال ۱۹۵۴، لشکر ۳۰ پیاده سازماندهی شد، به طوری که واحدهایی در کارولینای شمالی و کارولینای جنوبی لشکر ۳۰ پیاده‌نظام را تشکیل دادند و واحدهایی در تنسی هسته لشکر ۳۰ زرهی جدید را تشکیل دادند.
گرچه لشکر ۳۰ زرهی (با نام مستعار «داوطلبان» که برگرفته از نام مستعار «ایالت داوطلب» تنسی است) در طول جنگ هرگز به صورت فدرالی اداره نشد، اما برای پشتیبانی از اجرای قانون، از جمله واکنش به ناآرامی‌های مدنی در ممفیس و نشویل پس از ترور مارتین لوتر کینگ جونیور، فعال شد.
در سال ۱۹۶۸، ستاد فرماندهی هنگ ۱۰۸ سواره‌نظام زرهی گارد ملی ارتش می‌سی‌سی‌پی به عنوان تیپ اول، لشکر ۳۰ زرهی سازماندهی مجدد شد. (این تیپ متعاقباً به عنوان تیپ ۱۵۵ زرهی بطور مستقل نامگذاری شد) علاوه بر این، در سال ۱۹۶۸، واحدهایی از گارد ملی ارتش فلوریدا و گارد ملی ارتش آلاباما که قبلاً بخشی از لشکر ۳۱ پیاده بودند، نیز به لشکر ۳۰ زرهی پیوستند. لشکر ۳۰ زرهی در دسامبر ۱۹۷۳ غیرفعال شد.